# Liste der Bischöfe von Isernia
Die folgenden Personen waren Bischöfe von Isernia (Italien):

## Bischöfe von Isernia
- Benedictus (um 450)
- ? (erwähnt 848)
- ? (erwähnt 854)
- Odelgarius (erwähnt 877)
- Landus (erwähnt 946)
- Ardericus (erwähnt 964 und 975)
- Gerardus (1032–)

## Bischöfe von Isernia und Venafro
- Petrus Ravenna OSB (erwähnt 1059)
- Leo (erwähnt 1090)
- Maurus (1105–1126)
- Raynaldus (erwähnt 1128)
- Gentilis (um 1195) (auch Bischof von Aversa)
- Darius (erwähnt 1208 und 1221)
- Theodorus (1230–)

## Bischöfe von Isernia
- Hugo (erwähnt 1244)
- Nicolaus (1258–1263)
- Henricus de San Germano OFM (1267–)
- Mattaeus (erwähnt 1276)
- Robertus (erwähnt 1287)
- Jacobus (erwähnt 1302)
- Petrus II. (1307–1330)
- Corrado Rampini (1330) (Elekt)
- Henricus II., OFM (1330–1331)
- Guglielm. (erwähnt 1332)
- Filippo Rufini, OP (1348–1367) (auch Bischof von Tivoli)
- Paulus de Roma (1367–1376)
- Nicolaus II. (erwähnt 1376)
- Cristoforo Maroni (1387–1389)
- Domenico (1390–1402) (auch Bischof von Sessa Aurunca)
- Andrea (1402–1402) (auch Bischof von Caiazzo)
- Antonio (1402–1404) (auch Bischof von Terracina)
- Niccolò III. (erwähnt 1404)
- Lucillo (Elekt 1414)
- Bartholomaeus (erwähnt 1415)
- Giacomo II. (1418–1469)
- Carlo Setari (1470–1486)
- Francesco Adami (1486–1497)
- Costantino Castrioto (1498–1500)
- Giovanni Olivieri (1500–1510)
- Massimo Bruni Corvino (1510–1522)
  - Cristoforo Kardinal Numai OFM (1522–1524) (Administrator)
- Antonio Numai (1524–1567)
- Giambattista Lomellini (1567–1599)
- Paolo della Corte CR (1600–1606)
- Alessio Geromoaddi (1606–1611)
- Marcantonio Genovesi (1611–1624)
- Gian Gerolamo Campanili (1625–1626)
- Diego Merino OCarm (1626–1637)
- Domenico Giordani OFM (1637–1640)
- Marcello Stella (1640–1642)
- Gerolamo Mascambruno (1642–1643)
- Pietro Paolo de’ Rustici OSB (1643–1652)
- Gerolamo Bollini OSBCoel (1653–1657)
- Tiburzio Bollini OSBCoel (1657–1660)
- Michelangelo Catalani OFMConv (1660–1672)
- Gerolamo Passarelli (1673–1689) (auch Erzbischof von Salerno)
- Michele da Bologna CR (1690–1698)
- Biagio Terzi (1698–1717)
- Gian Saverio Lioni (1717–1739)
- Giacinto Maria Giannucci (1739–1757)
- Erasmo Mastrilli (1757–1769)
- Michelangelo Parata (1769–1806)

## Bischöfe von Venafro und Isernia
- Michele Ruopoli (1818–ca. 1823)
- Salvatore Maria Pignattaro OP (1823–1825) (auch Bischof von Santa Severina)
- Adeodato Gomez Cardosa (1825–1834)

## Bischöfe von Isernia-Venafro
- Gennaro Saladino (1837–1861)
- Antonio Izzo (1872–1879)
- Agnello Renzullo (1880–1890) (auch Bischof von Nola)
- Francesco Paolo Carrano (1891–1893) (auch Erzbischof von L’Aquila)
- Nicola Maria Merola (1893–1916)
- Niccolò Rotoli OFM (1916–1932)
- Pietro Tesauri (1933–1939) (auch Erzbischof von Lanciano-Ortona)
- Alberto Carinci (1940–1948) (auch Bischof von Boiano-Campobasso)
- Giovanni Lucato SDB (1948–1962)
- Achille Palmerini (1962–1983)
- Ettore Di Filippo (1983–1989) (auch Erzbischof von Campobasso-Boiano)
- Andrea Gemma FDP (1990–2006)
- Salvatore Visco (2007–2013)
- Camillo Cibotti (seit 2014) (ab 2025 gleichzeitig Vereinigung mit dem Bistum Trivento in persona episcopi)